# Кобринское
Ко́бринское — посёлок в Гатчинском муниципальном округе. Бывший административный центр Кобринского сельского поселения.

## История
Расчистка леса под будущий рабочий посёлок началась 5 апреля 1945 года в связи с организацией торфопредприятия «Кобринское». К концу 1946 года основные работы были закончены, началось строительство инфраструктуры торфопредприятия. В январе 1947 года предприятие вступило в строй. В 1948—1949 годах рядом с посёлком были созданы транспортный цех, рабочие мастерские, локомотивное депо, обслуживавшие узкоколейную железную дорогу торфопредприятия. К тому времени в строящемся посёлке появились общежития и дома барачного типа для рабочих, столовая, пекарня, овощехранилище, баня, парикмахерская, магазин, амбулатория, детские ясли, радиоузел. В октябре 1947 года открыта школа-семилетка. Также на окраине посёлка, в бывшей Ганнибаловской усадьбе был организован учебно-производственный комбинат № 2, созданный для инвалидов Великой Отечественной войны.
1 января 1949 года рабочий посёлок Кобринское был выделен из состава деревни Кобрино.
До 2004 года Кобринское имело статус посёлка городского типа.
24 февраля 2004 года законодательным собранием Ленинградской области был принят областной закон «Об отнесении городского поселения Кобринское Гатчинского района к сельским населенным пунктам». 12 марта 2004 года он был подписан губернатором Ленинградской области. 24 марта 2004 года он был опубликован и вступил в силу. Этим же законом была образована Кобринская волость с центром в Кобринском.
1 января 2006 года было образовано муниципальное образование «Кобринское сельское поселение», Кобринское стало его административным центром.

## География
Посёлок расположен в центральной части Гатчинского района на автодороге 41К-100 (Гатчина — Куровицы).
Расстояние до административного центра района, города Гатчины — 17 км.
Через посёлок протекает река Кобринка, приток Суйды.

## Демография
| 1959  | 1970  | 1979  | 1989  | 1997 | 2002  | 2007  | 2010  |
| ----- | ----- | ----- | ----- | ---- | ----- | ----- | ----- |
| 3097  | ↘1353 | ↘1267 | ↘1176 | ↘800 | ↗1164 | ↘1130 | ↗1232 |
| 2014  | 2017  |       |       |      |       |       |       |
| ↘1225 | ↘1164 |       |       |      |       |       |       |

### Национальный состав
Согласно данным Всероссийской переписи населения 2021 года в посёлке проживали 1219 человек, из них:
русские — 1169, украинцы — 9, белорусы — 4, татары — 4, цыгане — 4, узбеки — 2, чуваши — 2, казахи — 1, корейцы — 1, коми — 1, молдаване — 1, поляки — 1, другие национальности — 2 человека, остальные национальность не указали.

## Инфраструктура
- Отделение почтовой связи
- ООО «Бастион» — предприятие по производству соусов
- Отделение Сбербанка
- Баня
- Амбулатория
- Продуктовый и хозяйственный магазины
- Аптека

На 2014 год в посёлке было учтено 562 домохозяйства.

## Образование
В посёлке есть средняя основная школа и дошкольное отделение:
- МБОУ Кобринская ООШ[15]
- МБДОУ Детский сад № 36

## Транспорт
К северо-западу от посёлка расположена платформа Прибытково железной дороги Санкт-Петербург — Луга, по которой осуществляется пассажирское сообщение пригородными электропоездами.
К западу, близ посёлка проходит автодорога 41К-100 (Гатчина — Куровицы), по которой осуществляется автобусное сообщение пригородными маршрутами:
- № 151 Гатчина — Сиверский
- № 151Д Гатчина — Дружная Горка
- № 152 Прибытково — садоводство «Кобринское» — Прибытково
- № 534 Гатчина — Вырица

## Улицы
Зелёная, Лесная, Мира, Некрасова, Новая, Приречная, Пушкинская, Советских Воинов, Суворовская, Торфяная, Центральная, Центральный сквер, Школьная.